# 绣球防风属
绣球防风属（学名：Leucas）是唇形科下的一个属，为草本或半灌木植物。该属共有约100种，分布自热带非洲经阿拉伯至印度及马来西亚。